# Krnov
Krnov (en allemand : Jägerndorf ; en polonais : Karniów ou Krnów ; en latin : Carnovia) est une ville du district de Bruntál, dans la région de Moravie-Silésie, en République tchèque. Sa population s'élevait à 22 716 habitants en 2024.

## Géographie
Krnov est arrosée par la rivière Opava et se trouve dans les Sudètes orientales, à proximité de la frontière polonaise, à 21 km au nord-est de Bruntál, à 51 km au nord-ouest d'Ostrava et à 234 km à l'est de Prague.

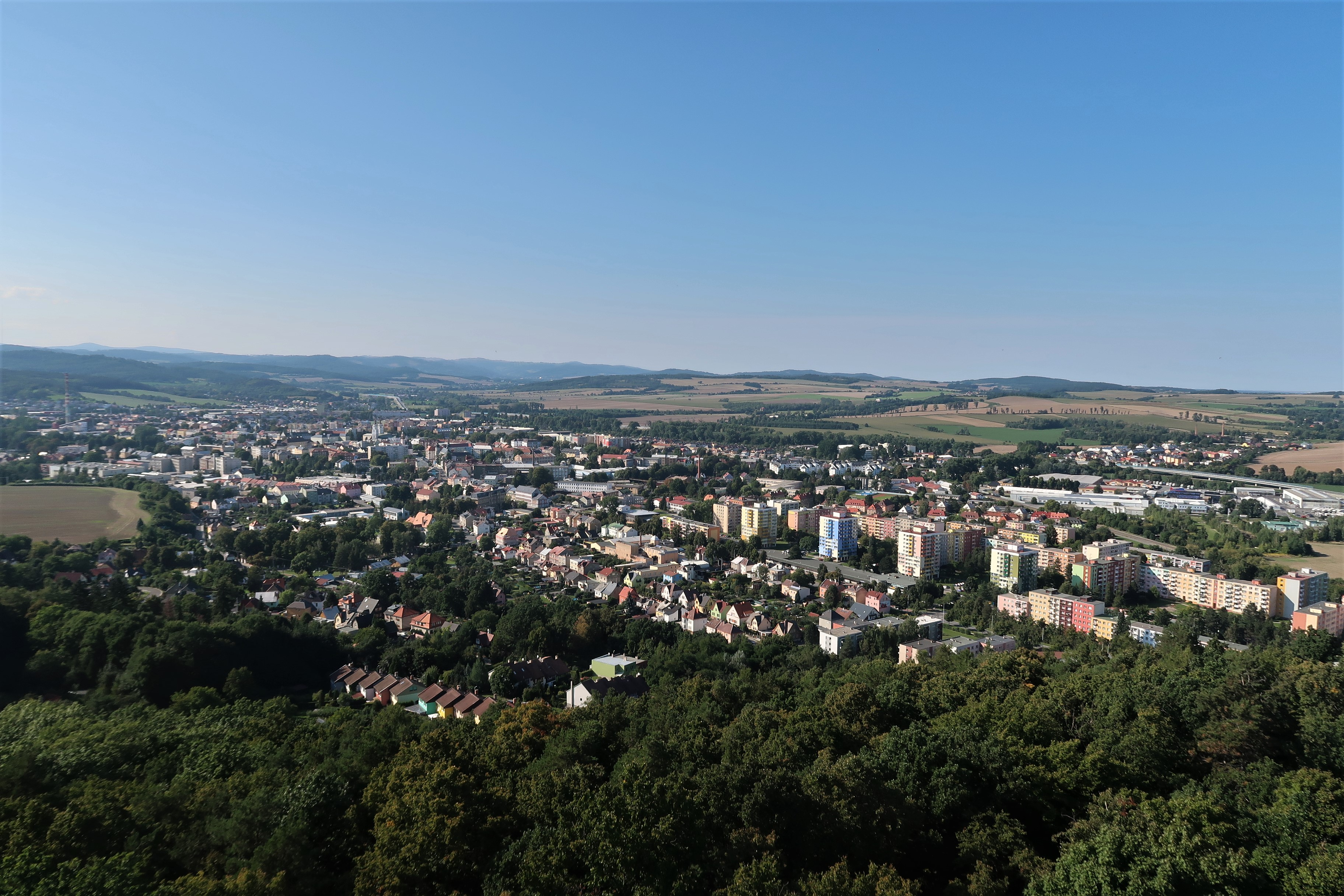
Krnov : vue générale.

La commune est limitée par la Pologne au nord et à l'est, par Úvalno et Býkov-Láryšov au sud, et par Brantice, Hošťálkovy et Město Albrechtice à l'ouest.

## Histoire
Fondée en 1221, la ville de Krnov est la capitale d'un duché indépendant de 1377 à 1523.
Jusqu'en 1918, la ville de Jägerndorf fait partie de la monarchie autrichienne (empire d'Autriche), puis Autriche-Hongrie (Cisleithanie après le compromis de 1867), chef-lieu du district de même nom, l'un des 8 Bezirkshauptmannschaften en Silésie autrichienne. Un second bureau de poste a été ouvert à la gare en 1875.

## Population
Recensements ou estimations de la population de la commune dans ses limites actuelles :
| 1869*  | 1880*  | 1890*  | 1900*  | 1910*  | 1921*  |
| ------ | ------ | ------ | ------ | ------ | ------ |
| 10 644 | 14 247 | 17 502 | 18 399 | 20 909 | 21 648 |

| 1930*  | 1950*  | 1961*  | 1970*  | 1980*  | 1991*  |
| ------ | ------ | ------ | ------ | ------ | ------ |
| 24 075 | 18 956 | 21 493 | 22 643 | 25 463 | 25 436 |

| 2001*  | 2011*  | 2015   | 2016   | 2017   | 2018   |
| ------ | ------ | ------ | ------ | ------ | ------ |
| 25 764 | 24 008 | 24 175 | 23 992 | 23 762 | 23 595 |

| 2019   | 2020   | 2021*  | 2022   | 2023   | 2024   |
| ------ | ------ | ------ | ------ | ------ | ------ |
| 23 397 | 23 257 | 22 117 | 22 665 | 22 848 | 22 716 |

## Transports
Par la route, Krnov se trouve à 19 km de Głubczyce, à 23 km de Bruntál, à 64 km d'Ostrava et à 308 km de Prague.

## Personnalités liées à la commune
- Edith Ballantyne (1922-2025), militante féministe et pacifiste y est née.
- Leopold Bauer (1872-1938), architecte autrichien, né dans cette ville.
- Radek Bonk (né en 1976), joueur de hockey sur glace.
- Hanns Cibulka (1920-2004), poète.

## Jumelages
- Głubczyce (Pologne)
- Karben (Allemagne)
- Nadvirna (Ukraine)
- Mińsk Mazowiecki (Pologne)
- Pefki (Grèce)
- Povegliano Veronese (Italie)
- Prudnik (Pologne)
- Rajec (Slovaquie)
- Saint-Égrève (France)
- Telšiai (Lituanie)
- Yukon (États-Unis)